# Xu Hongzhi
Xu Hongzhi (chiń. 許宏志; ur. 26 września 1996 w Fujin) – chiński łyżwiarz szybki specjalizujący się w short tracku, srebrny medalista igrzysk olimpijskich, trzykrotny medalista igrzysk olimpijskich młodzieży, pięciokrotny medalista mistrzostw świata.
W 2012 roku zdobył trzy medale igrzysk olimpijskich młodzieży w Innsbrucku – srebrny w sztafecie mieszanej (wraz z nim wystąpili Qu Chunyu, Marija Dołgopołowa i Aydin Djemal) oraz dwa brązowe w biegach na 500 m i 1000 m.
W 2018 roku wziął udział w igrzyskach olimpijskich w Pjongczangu. Wystąpił na nich w dwóch konkurencjach – zdobył srebrny medal olimpijski w biegu sztafetowym (wraz z nim w sztafecie wystąpili Wu Dajing, Han Tianyu, Ren Ziwei i Chen Dequan), a w biegu na 1500 m zajął 18. miejsce. 
W latach 2015–2019 zdobył pięć medali mistrzostw świata (dwa złote i trzy srebrne), a w 2017 roku złoty medal w biegu sztafetowym podczas igrzysk azjatyckich w Sapporo.